# Anchiornis huxleyi
Anchiornis huxleyi ("casi ave de T. H. Huxley") es la única especie conocida del género extinto  Anchiornis de dinosaurio terópodo maniraptor con plumas, que vivió a finales del período Jurásico, hace unos 155 millones de años durante el Oxfordiense, en lo que es hoy Asia. El epíteto específico A. huxleyi se escogió como homenaje a T. H. Huxley, pionero en la investigación de los orígenes de las aves, siendo el primero en proponer a los dinosaurios como su origen. El nombre genérico Anchiornis significa "casi ave", y sus descriptores lo presentaron como un importante nexo para llenar el espacio entre las aves y los dinosaurios no aviares.
Los fósiles de Anchiornis han sido encontrados en la Formación Tiaojishan de Liaoning, China, en rocas que datan del período Jurásico medio, estrato Oxfordiano, entre 161 hasta 160,5 millones años atrás.
Teniendo en cuenta la exquisita preservación de uno de los fósiles de estos animales, Anchiornis se convirtió en el primer dinosaurio Mesozoico del cual casi se determinó su entera coloración en vida.

## Descripción

Reconstrucción a escala y comparación con un ser humano.

Anchiornis fue un pequeño dinosaurio paraviano con un cráneo triangular que tiene varios detalles en común con otros averaptores. Anchiornis tenía las piernas muy largas, por lo general una indicación de que se trataba de un corredor veloz, sin embargo, las plumas extensas en las piernas indican que esto puede ser un rasgo vestigial, pues los animales corredores tienden a tener poco pelo o plumas en sus piernas. Los miembros delanteros de Anchiornis eran también muy largos, similar a otro arqueopterígios y primeras aves, remarcando su posición basal entre sus parientes.
El espécimen consiste en un esqueleto articulado al que le falta el cráneo, piezas de la cola, y el miembro delantero derecho. Los autores estimaban que un individuo completo tendría 34 centímetros de largo y 110 gramos de peso, haciéndolo el dinosaurio aviano más pequeño conocido. Un segundo ejemplar fue anunciado el 24 de septiembre de 2009 en la revista Nature. Catalogado bajo el número LPM - B00 169 en el Museo Paleontológico de Liaoning. Es mucho más completo y preserva largas plumas del ala en las manos, brazos, piernas y pies, no diferentes a Microraptor. Hay también una cresta de plumas en la cabeza. Exhibe algunas características en la muñeca indicativas de alta movilidad, presagiando los mecanismos de ala plegables vistos en pájaros derivados y sugiriendo la evolución rápida del carpo. Los descubrimientos fósiles recientes han reducido substancialmente el espacio morfológico entre los dinosaurios no aviares y aviares. Como todas las aves, incluyendo Archaeopteryx, se diferencian de terópodos no aviares en sus proporciones de los miembros. Particularmente, las aves tienen miembros superiores proporcionales más largos y más robustos capaces de apoyar una superficie aerodinámica grande.
Anchiornis es notable por sus largos miembros anteriores, 80% del largo de los posteriores. Esta condición se ve en el ave primitiva Archaeopteryx. Los autores precisaron que los miembros anteriores largos son necesarios para el vuelo.  Anchiornis también tenía una muñeca más aviar que otros terópodos no avianos. Los autores especularon inicialmente que habría sido posible para Anchiornis volar o deslizarse. Sin embargo, otros hallazgos demostraron que las alas de Anchiornis, mientras que estaba bien desarrollado, eran cortas cuando se comparan a una especie posterior como la de Microraptor, pues sus  plumas primarias eran relativamente cortas y redondeadas, con las extremidades simétricas, a diferencia del Microraptor, con plumas más largas y agudas, las cuales le proporcionaron un modelo más aerodinámico.
Anchiornis tiene proporciones de las piernas traseras más parecidas a las de los dinosaurios terópodos no avianos, con las piernas largas indicando una forma de vida de corredoras. Sin embargo, mientras que las piernas largas indican normalmente un corredor rápido, las piernas e incluso los pies y los dedos del pie de Anchiornis estaban cubiertos de plumas, incluyendo las plumas de vuelo largas similares a esas en las alas traseras de Microraptor , haciéndole difícil a Anchiornis sea un corredor terrestre.

### Plumas

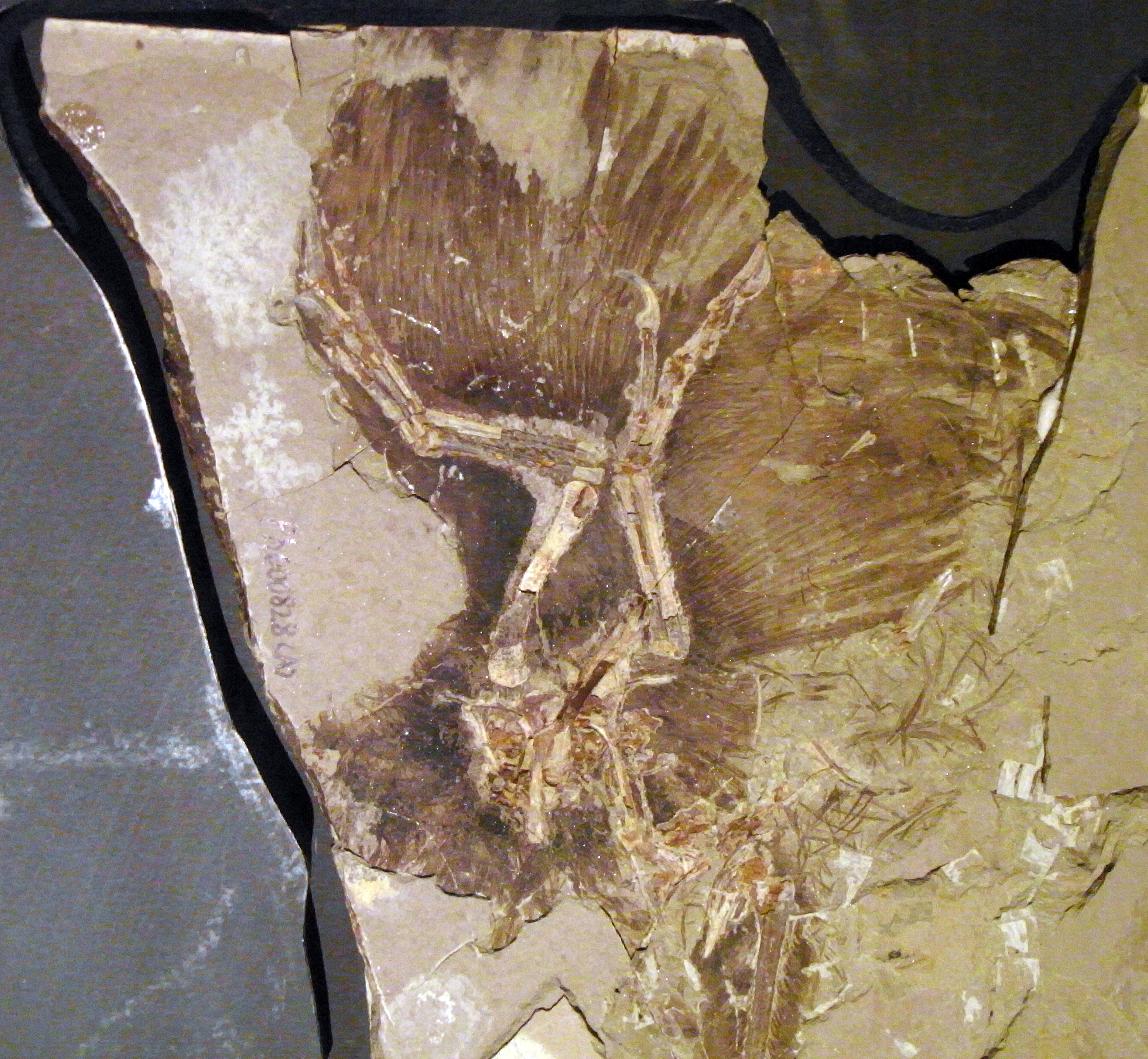
Fósil con las plumas preservadas.

Mientras que el primer espécimen de Anchiornis presenta solamente los rastros débiles preservados de plumas alrededor de la porción preservada del cuerpo, el segundo espécimen, mejor preservado, muestran una cobertura casi completa de las plumas, permitiendo que los investigadores identifiquen la estructura de las plumas y cómo fueron distribuidas.
Como en otros tempranos paravianos, por ejemplo Microraptor, Anchiornis tenían las alas grandes, hechas de Pluma de vuelo penáceas unidas al brazo y a la mano, como en los pájaros modernos, así como plumas de vuelo en las piernas traseras, formando un arreglo de alas delanteras y traseras. El ala delantera de Anchiornis estaba compuesta de 11 plumas primarias y 10 plumas secundarias. A diferencia de Microraptor, las plumas primarias en Anchiornis estaban a lo largo de las secundarias y formaban un ala redondeada, con el vexilo de las centrales curvadas pero simétricas, con un tamaño relativo, y extremidades redondeadas pequeñas y finas, indicando una capacidad aerodinámica más pobre que la de sus parientes posteriores. En Microraptor y Archaeopteryx, las plumas del ala delantera más largas estaban más cercanas a la extremidad del ala, haciendo que las alas parezcan más largas, estrechas, y agudas. Sin embargo, en Anchiornis, las plumas más largas del ala se anclaron cerca de la muñeca, haciendo el ala más amplia en el centro y afilada cerca de la extremidad para un perfil más redondeado, menos adaptadas al vuelo.
Las alas traseras de Anchiornis eran también más cortas que las de Microraptor, y estaban compuestas de 12-13 plumas de vuelo ancladas a la tibia y a 10-11 al metatarso. También a diferencia de Microraptor, las plumas traseras del ala eran las más largas cuanto más cerca al cuerpo, con las plumas del pie siendo cortas y dirigidas hacia abajo, casi perpendicular a los huesos de pie. A diferencia de cualquier otro dinosaurio mesozoico conocido, los pies de Anchiornis, a excepción de las garras, estaban cubiertos totalmente en las plumas, mucho más cortas que las que está que componen el ala trasera.
Dos tipo de simples, plumónes cubrieron el resto del cuerpo, como en Sinornithosaurus. Las plumas suaves y largas casi cubrieron la cabeza y el cuello entero, torso, las piernas superiores, y la primera mitad de la cola. El resto de la cola muestra grandes penaceas (rectrices).

### Color

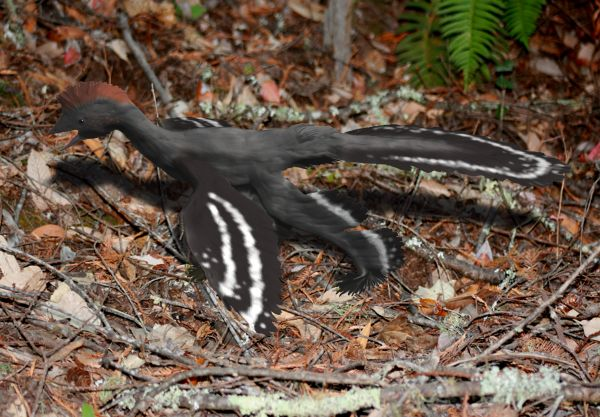
Reconstrucción en vida, mostrando los patrones de color.

En 2010, un equipo de científicos examinó numerosos puntos entre las plumas de un ejemplar muy bien conservado de Anchiornis para estudiar la distribución de los melanosomas, las células pigmentarias que dan a las plumas su color. Mediante el estudio de los tipos de melanosomas y comparándolos con las de las aves modernas, los científicos fueron capaces de asignar los colores y patrones específicos de Anchiornis cuando estaba vivo. Aunque esta técnica se ha utilizado y descrito para plumas de aves aisladas y porciones de otros dinosaurios, tales como la cola de Sinosauropteryx, Anchiornis se convirtió en el primer dinosaurio Mesozoico del que se conoce casi toda su coloración en vida teniendo en cuenta que la cola de este espécimen no está preservada.
La mayoría de las plumas del cuerpo de Anchiornis eran grises y negras. La corona de plumas de la cabeza era principalmente rojiza con una base de color gris y la parte delantera, y la cara tenía puntos rojizos entre las plumas de la cabeza predominantemente negras. La parte delantera y las plumas de las alas traseras son blancas con puntas negras. Los abrigos más cortos, plumas que cubren las bases de las plumas de las alas largas, eran grises, contrastando con las alas principales, principalmente blancos. Las plumas más grandes del ala eran también blancas con las puntas de color gris o negro, teniendo hileras de puntos oscuros a lo largo de ala media. Estos tomaron la forma de rayas oscuras o incluso filas de puntos en el ala exterior, plumas coberteras primarias, con un conjunto más irregular de manchas en el ala interior, coberteras secundarias. Los vástagos de las piernas eran grises con excepción de los plumas de las alas traseras largas, y los pies y los dedos, en negro.

## Descubrimiento e investigación

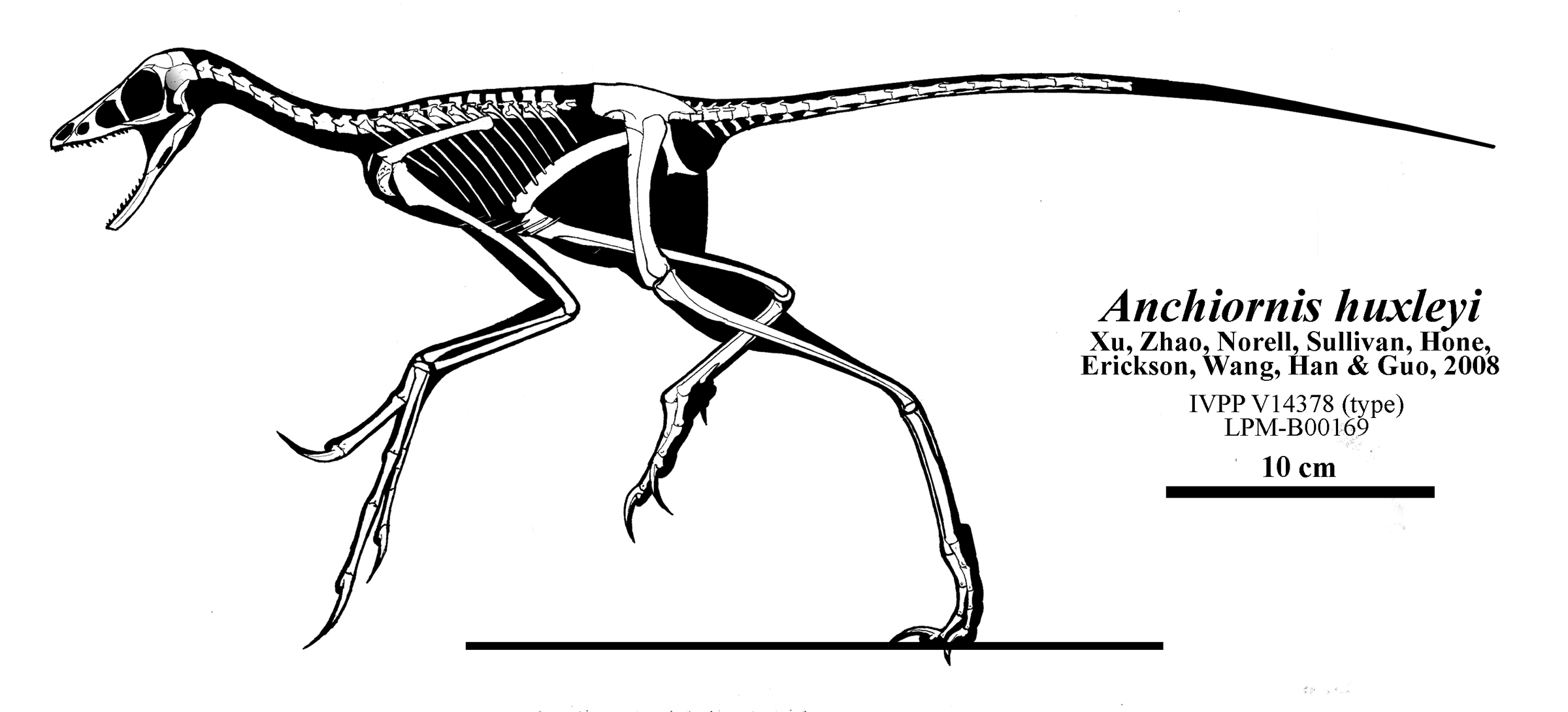
Restos fósiles de Anchiornis.

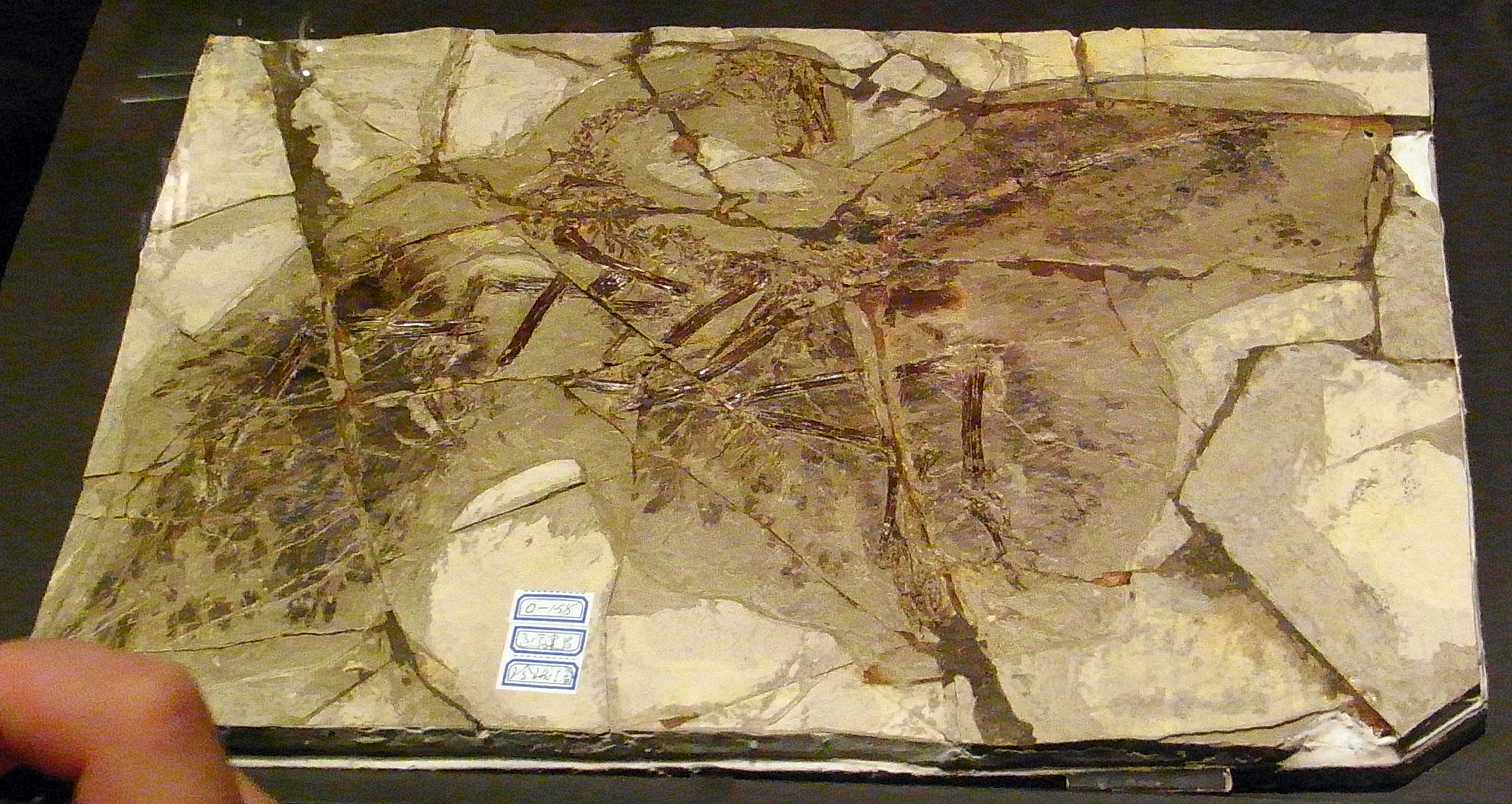
Fósil expuesto en Japón.

El primer fósil fue recuperado de la localidad Yaolugou, condado de Jianchang, en el oeste de Liaoning, China, y la segunda, en la localidad Daxishan de la misma zona. Los depósitos son sedimentos de lagos, y su edad es mayormente incierta. Mediciones radiológicas indican una edad de mediados del Jurásico para ellos, entre 160.89 y 160.25 millones de años.
El espécimen tipo que se encuentra en la colección del Instituto de Paleontología de Vertebrados y Paleoantropología, bajo el número IVPP V14378. Este fue descrito por el paleontólogo Xu Xing y sus colegas en un artículo aceptado para el Boletín de Ciencias de China en 2009. Xu et al. asignaron a Anchiornis a Avialae en este trabajo. El ejemplar consta de un esqueleto articulado al que le falta solo el cráneo, parte de la cola, y la extremidad anterior derecha. Los autores estimaron que un individuo completo tendría 34 centímetros y pesa solo 110 gramos, siendo el más pequeño dinosaurio no aviar conocido.
Un segundo ejemplar fue reportado el 24 de septiembre de 2009, en la revista Nature. Está catalogado como número LPM - B00 169 en el Museo Paleontológico de Liaoning. Es más grande y mucho más completo y mantiene largas plumas de las alas en las manos, los brazos, las piernas y los pies, no muy diferentes al de Microraptor. También hay una cresta de plumas en la cabeza. Este segundo espécimen preserva más características, y le sirvió a Hu y sus colegas para reasignar Anchiornis a Troodontidae. Una tercera muestra, la preservación de un esqueleto casi completoal que le falta la cola y un cráneo parcial, también con la preservación de plumas, se informó en 2010. Esta tercera muestra se utilizó para determinar la coloración de la vida. Se encuentra en el Museo de Historia Natural de Beijing con el número de la muestra BMNHC PH828.
Mientras que solo tres especímenes han sido formalmente descritos, muchos más han sido identificados y se mantienen en colecciones privadas y museos. El Museo de la Naturaleza Shandong Tianyu en el Condado de Pingyi, China, por ejemplo, ha informado poseer 255 ejemplares de Anchiornis en sus colecciones en 2010.

## Clasificación
El espécimen tipo fue descrito por Xu Xing y sus colegas en un artículo aceptado por el Chinese Science Bulletin en 2009. Xu et al.  asignaron a Anchiornis a Avialae en su trabajo. El segundo espécimen preserva más características, y llevó a Hu y sus colegas a reasignar a Anchiornis dentro de Troodontidae.
Así, Anchiornis es intermedio en morfología general entre los dinosaurios no aviares y los aviares, teniendo en cuenta la longitud y grosor relativos del brazo, y representa un paso transitorio hacia la condición aviar. Al contrario de recientes análisis, el análisis filogenético propuesto con Anchiornis incorpora variaciones morfológicas sutiles y recupera un apoyo convencional del origen monofilético de Avialae. Sin embargo, desde el descubrimiento de un género similar en 2011, Xiaotingia, se ha reclasificado el género y ambos forman parte de la familia Archaeopterygidae. Por otra parte, esta familia se ha incluido en el clado Deinonychosauria.

## Paleobiología
Anchiornis es notable por sus extremidades anteriores proporcionalmente largas, que median 80% de la longitud total de las extremidades traseras. Esto es similar a la condición en aves tempranas tales como Archaeopteryx, y los autores señalaron que las extremidades anteriores largas son necesarios para el vuelo. Anchiornis también tenía una muñeca más aviar que otros terópodos no aviales. Los autores especularon inicialmente que podría haber sido posible queAnchiornis volara o por lo menos planeara. Sin embargo, se consideró además que las alas de Anchiornis, aunque bien desarrolladas, tenían plumas primarias relativamente cortas y con puntas redondeadas, a diferencia de las plumas puntiagudas, aerodinámicamente proporcionadas de Microraptor.
Anchiornis tiene proporciones de piernas traseras como las de los dinosaurios terópodos que la de los avialanos, con piernas largas indican un estilo de vida corredor. Sin embargo, mientras las largas piernas suelen indicar un corredor rápido, las piernas y hasta los pies y dedos de los pies de Anchiornis estaban cubiertos de plumas, incluso las plumas de vuelo largas similares a las de las alas traseras de los Microraptor, por lo que es poco probable  Anchiornis fuera un buen corredor. En las aves modernas, especialmente los que viven en el suelo, las piernas más bajas tienden a mostrar una reducción o incluso la pérdida de plumas. La estructura del esqueleto del Anchiornis es similar a Eosinopteryx, que parece haber sido un buen corredor debido a las garras traseras rectas y ausencia de plumas de vuelo en su cola o extremidades inferiores. Anchiornis compartían un plan corporal similar y el mismo ecosistema que Eosinopteryx, lo que sugiere diferentes nichos y un cuadro complejo para el origen del vuelo.
Al igual que muchas aves modernas, Anchiornis exhibió un complejo patrón de coloración con diferentes en los patrones moteados en todo el cuerpo y las alas, o "dentro de y entre la coloración de las plumas del plumaje". En las aves modernas, tales patrones de colores que se utiliza en la comunicación y exhibición, ya sea hacia los miembros de la misma especie, por ejemplo, para el apareamiento o la exhibición de la amenaza territorial o para amenazar y advertir a los competidores o de especies depredadoras.